# Sant Boi de Lluçanès
Sant Boi de Lluçanès (spanisch San Baudilio de Llusanés) ist eine katalanische Gemeinde (Municipio) mit 575 Einwohnern (Stand: 2024) in der Provinz Barcelona im Nordosten Spaniens. Sie liegt in der Comarca Osona. Zur Gemeinde gehören neben dem gleichnamigen Hauptort auch die Ortschaften Villadecans, Gallifa und Vila-rasa.

## Geographie
Sant Boi de Lluçanès liegt etwa 80 Kilometer nördlich von Barcelona in einer Höhe von ca. 810 m. 

## Demografie
| 1900 | 1930 | 1950 | 1970 | 1981 | 1991 | 2001 | 2011 | 2021 |
| ---- | ---- | ---- | ---- | ---- | ---- | ---- | ---- | ---- |
| 483  | 695  | 650  | 490  | 520  | 530  | 566  | 544  | 575  |

## Sehenswürdigkeiten

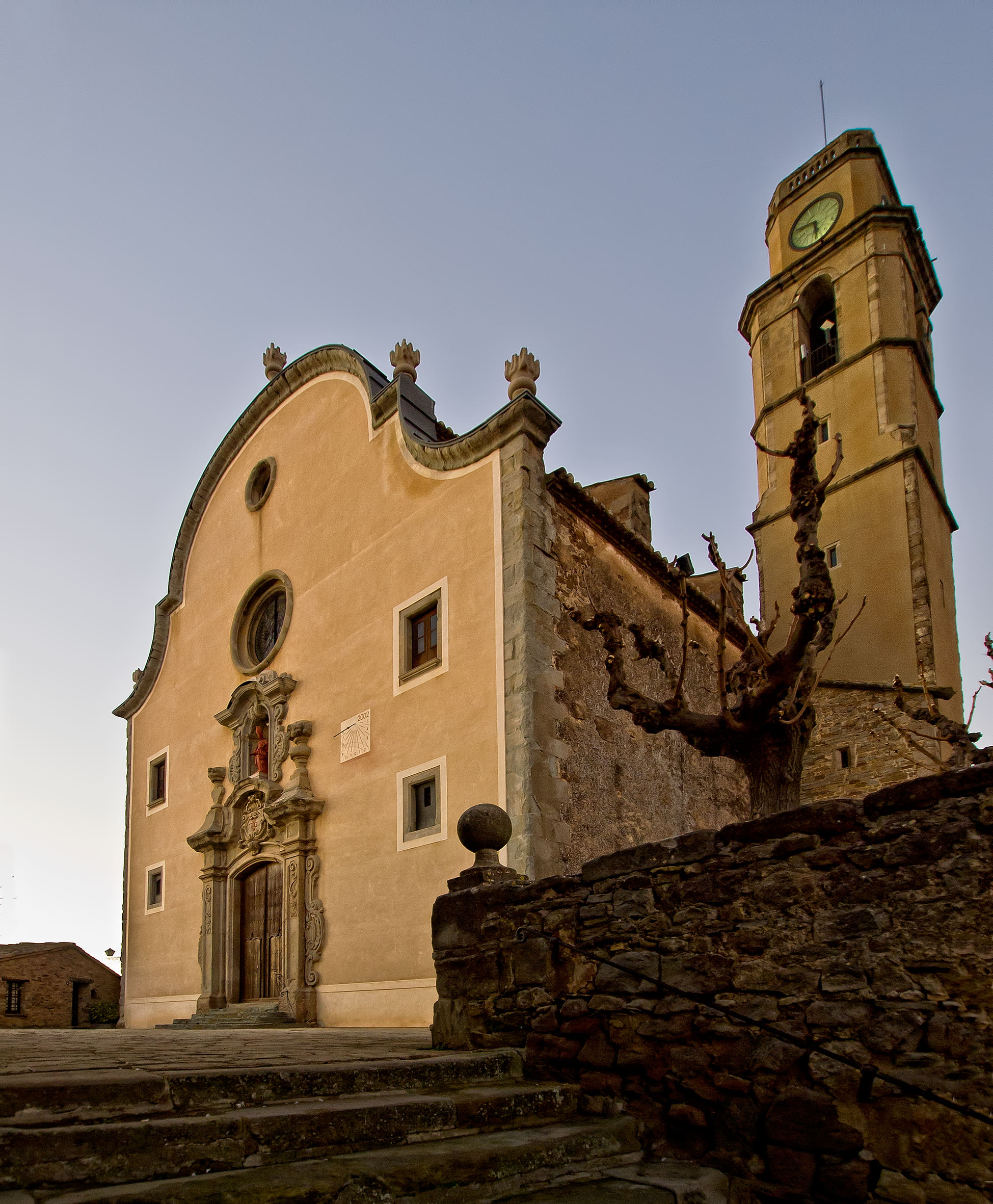
Baudiliuskirche
- Michaeliskapelle
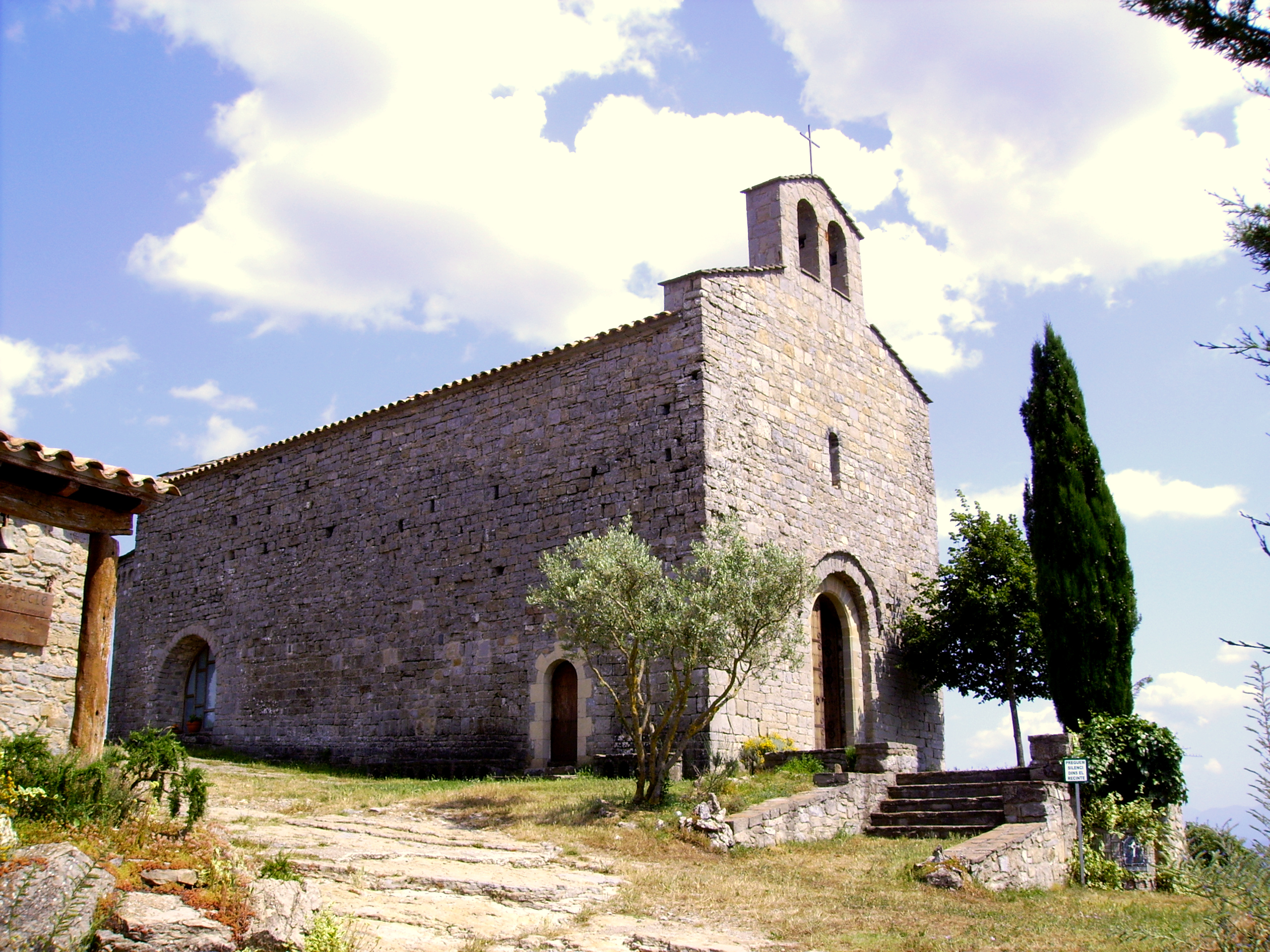
Salvatorkapelle
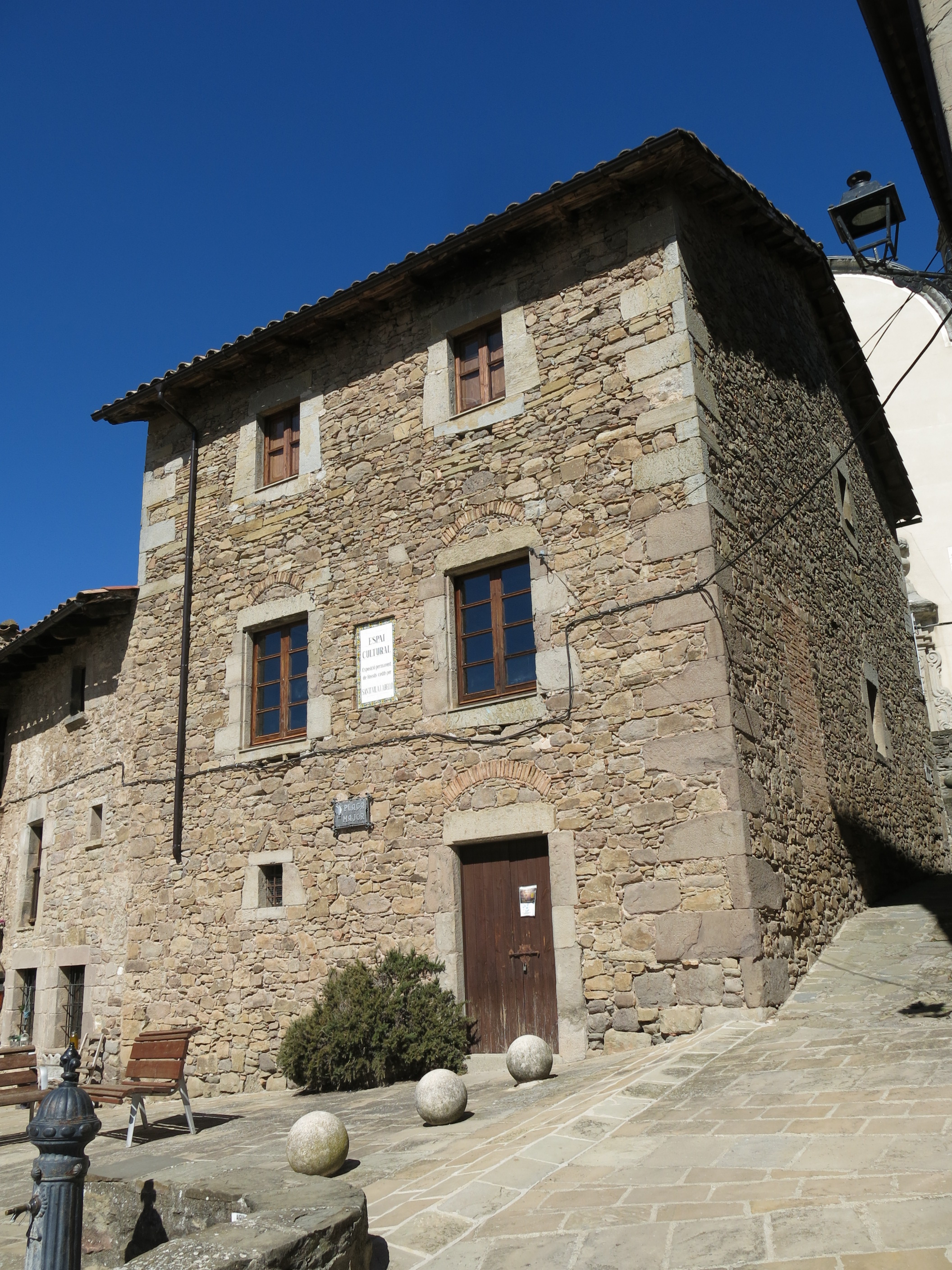
Altes Rathaus

- Baudiliuskirche
- Salvatorkapelle
- Altes Rathaus